# Хибендал, Конрад
Конрад Христиан Хибендал (нидерл. Coenraad Christiaan Hiebendaal; 10 апреля 1879, Горинхем, Южная Голландия — 3 июня 1921, Амстердам) — нидерландский гребец, серебряный призёр летних Олимпийских игр 1900.
На Играх Хибендал входил в состав команды четвёрок. Сначала он выиграл полуфинал с результатом 6:02,0, а затем занял второе место в одном из финалов, пройдя дистанцию за 6:03,0 и выиграв серебряную медаль.